# 존 데브니
존 데브니(John Debney, 1956년 8월 18일 ~ )는 미국의 영화 음악 작곡가이다.

## 작품 목록
- 패션 오브 크라이스트 (2004)
- 발렌타인 데이 (2010)
- 베이루트: 리미티드 아워 (2018)
- 징글 쟁글: 저니의 크리스마스 (2020)
- 에이티 포 브래디 (2023)